# دیپتو تی‌وی
دیپتو تی‌وی (انگلیسی: Deepto TV)، یک کانال تلویزیونی کابلی و ماهواره ای بنگالی زبان بنگلادشی است که تحت مالکیت و اداره Kazi Media Limited، یکی از شرکت‌های تابعه Kazi Farms Group است. پخش رسمی آن در ۱۸ نوامبر ۲۰۱۵ آغاز شد و در عرض دو هفته به پربیننده‌ترین کانال تلویزیونی در بنگلادش تبدیل شد.